# Долгиновский сельсовет (Витебская область)
Долги́новский сельсовет (белор. Даўгінаўскі сельсавет) — упразднённая административная единица на территории Миорского района Витебской области Республики Беларусь. Административным центром сельсовета являлась деревня Долгиново.

## История
17 мая 2010 г. административный центр перенесён из д. Долгиново в аг. Узмёны.
16 сентября 2010 г. Долгиновский сельсовет переименован в Узмёнский сельсовет.

## Состав
Долгиновский сельсовет включал 6 населённых пунктов:
- Брижелюбки — деревня
- Кисляки — деревня
- Колачево — хутор
- Латыши — деревня
- Лысогорка — деревня
- Путиново — деревня